# Los 40 (Argentina)
Los 40 (estilizado como LOS40; anteriormente, Los 40 Principales) es una estación radial argentina de origen español que transmite desde la Ciudad de Buenos Aires. La radio emite éxitos musicales contemporáneos en español e inglés.  
Se puede sintonizar a través de FM 105.5, streaming, aplicaciones móviles y repetidoras.

## Historia
Inicialmente, la licencia FM 105.5 operada por Los 40, perteneció a FM Hit Argentina (antes FM Continental, FM Melody y FM 105), la cual inició sus operaciones el 4 de mayo de 1992 y fue propiedad de LS4 Radio Continental SA y luego de Editorial Atlántida. Dentro de esta FM, se había replicado y consolidado "Los 40 Principales", un programa radial que adoptaba un formato creado en España de ranquear canciones a partir del llamado telefónico de los oyentes. 
Tras 14 años de emisión, en los que el mencionado programa fue el buque insignia de su programación, la emisora fue adquirida por el Grupo Prisa que, en consonancia con lo ocurrido en España, comenzó a transmitir el 3 de abril de 2006 desde Avenida Rivadavia 835, pero ya tomando el nombre de "Los 40 Principales".
En 2015 fue adquirida en parte por Albavisión mediante la compra de la antes mencionada sociedad licenciataria.
En 2017 se estableció en Dorrego 1782, en el edificio de Canal 9.
En enero de 2020 se traslada en conjunto con Radio Continental a Palermo Hollywood, en sus flamantes nuevos estudios de Gorriti 5995.
El 14 de enero de 2021 se confirmó que el empresario Carlos Rosales, a través del Grupo Santamartah, realizó la compra total de la radio FM 105.5 junto a Radio Continental y FM 104.3 al Grupo Prisa Radio.
El 5 de febrero de 2025, se confirmó que Carlos Rosales, vendió la radio junto a Los40 y Urbana Play, de la cual Continental es dueña de la frecuencia, a Gonzalo Arias, a través de su productora audiovisual Tronito, mientras que el Grupo Octubre dará apoyo tecnico y logistico, por ese motivo, la radio mudó sus estudios a la sede de Canal 9 el 8 de febrero de 2025, mientras que Los40 transmitirá desde la sede de la AM 750.

## Ranking Los 40

### Del 40 al 1
Del 40 al 1 es una lista musical semanal que clasifica los sencillos más populares de Argentina. Se basa en los votos de los oyentes a través de llamadas telefónicas y en la web de los 40 para determinar los puestos de cada semana. 
El voto por la web es gratuito, pero solo permite hasta un máximo de cinco votos por semana a cinco canciones distintas, un voto por canción. Los votos por teléfono permiten votar también por los candidatos, mientras los votos en web sólo permiten votar por quien ya está en la lista. El número uno de Los 40 es la canción más importante de la lista de éxitos cada semana. 
Se emite los sábados (UTC-3) y es presentado por Carolina Martínez.

## Frecuencias

### Buenos Aires
- AMBA: FM 105.5
- La Plata: FM 91.5
- Carlos Casares: FM 105.1
- Junín: FM 106.5
- Pehuajo: FM 98.5
- Pinamar: FM 103.5
- Tandil: FM 95.9
- Tres Arroyos: FM 91.5
- Villa Gesell: FM 90.7

### Córdoba
- Río Cuarto: FM 89.5

### Corrientes
- Goya: FM 101.7

### Jujuy
- San Salvador de Jujuy: FM 97.7

### Neuquén
- Neuquén: FM 92.3

### Río Negro
- General Roca: FM 88.7

### Salta
- Salta: FM 90.7

### Santa Cruz
- Río Gallegos: FM 105.7

### Santa Fe
- Pilar: FM 105.5
- Santa Fe: FM 97.7

### Santiago del Estero
- Santiago del Estero: FM 88.5

### Tierra del Fuego
- Ushuaia: FM 101.5
- Río Grande: FM 97.9

(Lista Proporcionada por Octubre) 

## Logotipos

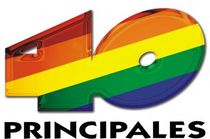
2006-2016
Desde 2016

## Premios musicales

### LOS40 Music Awards
Desde el año 2006, radio de Los 40 (España), premiamos a la mejor artista, mejor canción y mejor música internacional. Nuevamente es emitido por elnueve desde noviembre de 2016, condujo lo mejor de los 40 con Joaquín “Pollo” Álvarez y Micaela Viciconte.